# Trnovník akát
Trnovník akát (Robinia pseudoacacia, syn. Robinia pseudacacia, Robinia acacia), nazývaný také akát bílý, je rychle rostoucí opadavý listnatý strom nebo keř z čeledi bobovitých. V Severní Americe je akát nazývaný Black Locust, v Německu Robinie, Falsche Akazie (falešná akácie), Scheinakazie nebo Silberregen (stříbrný déšť). Přes vzdáleně podobné listy a otrněné větévky nemá se skutečnou akácií mnoho společného. Je známo asi 20 druhů trnovníků. Trnovník pochází z Mexika a ze Severní Ameriky z lesů Apalačských hor, kde tvořil asi 4 % lesního společenství. Je rozšířen v teplých částech Evropy a Asie. V některých zemích (včetně Česka) je akát nebezpečnou invazní dřevinou. Stopy rodu Robinia byly v Evropě nalezeny ve fosiliích z období eocénu a miocénu.

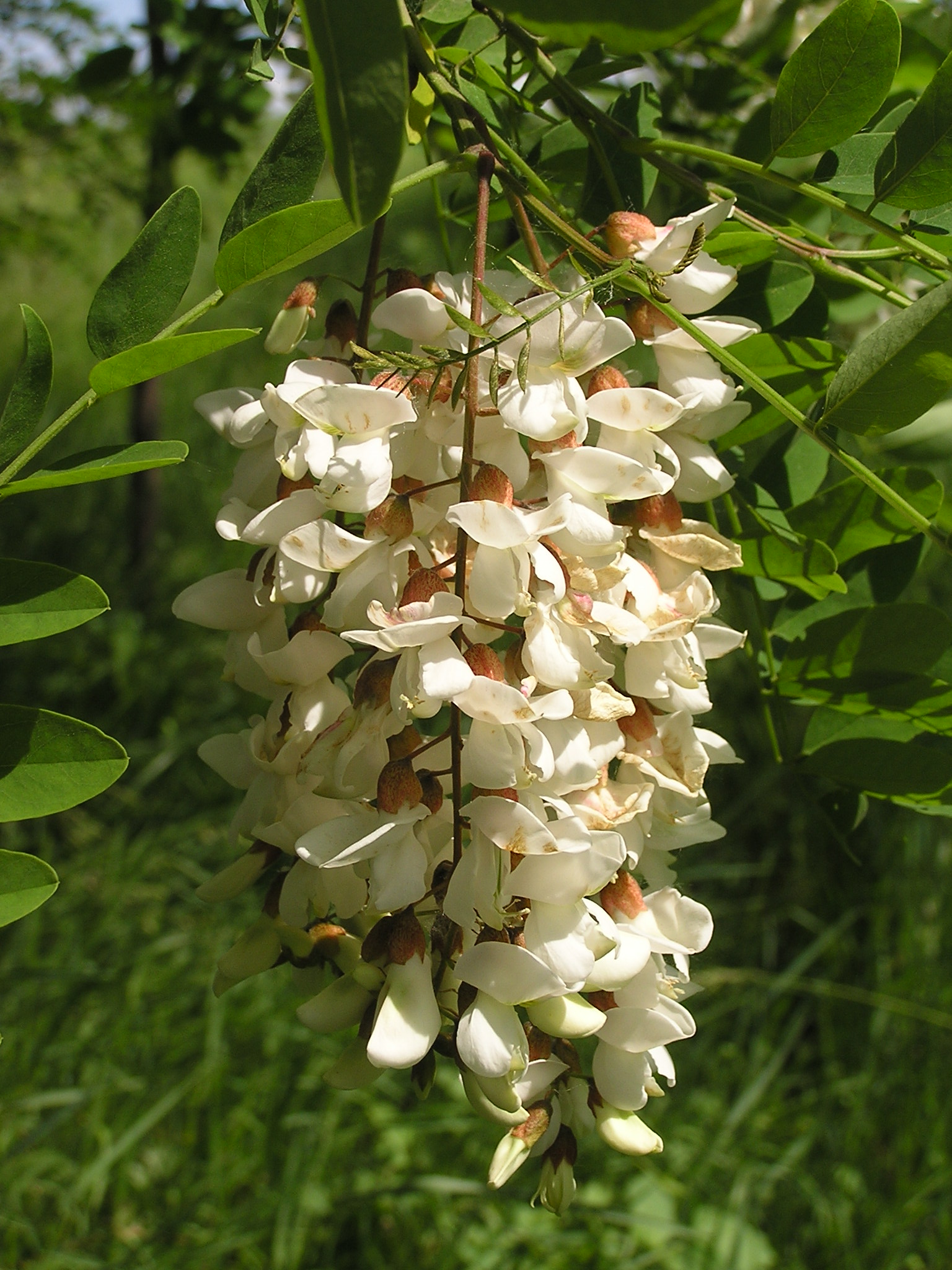
Detail květenství

## Popis
Akáty v dospělosti mají nepravidelnou rozložitou širokou korunu. Stromovité druhy dorůstají až 20 m a jejich koruna může být až 15 m široká.
Větve mají v mládí hnědou kůru s výraznými trny, později šedohnědou až šedou hluboce rozpraskanou borku. Otrněné větve akátů poskytují úkryt pro hnízdění a staré akáty s rozložitými korunami jsou shromaždištěm hejn drobných ptáků. Akát má 10–25 cm dlouhé, lichozpeřené, celokrajné listy se 4 až 8 jařmy, lístky jsou dlouhé 4–8 cm. Jejichž palisty dřevnatí a vytváří tak známé tmavohnědé trny. V našem klimatu kvete v květnu (až červnu). Květy jsou bílé, typické pro bobovité. Kalich pětizubý, dvoupyský, chloupkatý, pavéza široká. Květy bývají cca 1–2 cm velké, uspořádané v nících hroznech, pro vysoký obsah glukózy mají výrazně sladkou chuť. V hroznu bývá 3–6 květů.
Plodem jsou ploché hnědé lusky, s tmavě hnědými, hnědooranžovými semeny. Lusky jsou zpravidla osmisemenné a zůstávají na stromech do brzkého jara.
Kořeny má dlouhé, tenké, bohatě větvené a spletité. Často vyrůstají těsně pod povrchem a tvoří mnoho výmladků, jimiž se akát rozšiřuje do okolí. Na kořenech jsou stejně jako u všech bobovitých nádorky s nitrogenními bakteriemi. Dřevo akátu je žlutohnědé, těžké, tvrdé, pevné, velmi odolné ve styku s půdou. Flavonoidy jsou schopny více než 100 let chránit akátové dřevo pod zemí proti hnilobě.

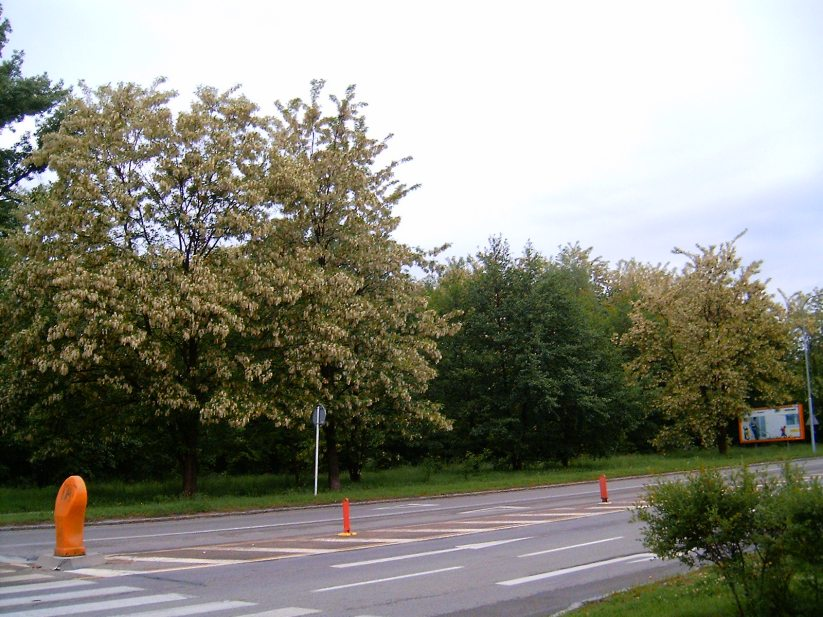
Akáty velmi dobře odolávají exhalacím; trnovník akát v květu

## Ekologie

### Nároky
Trnovník akát je výrazně světlomilný, na půdu a vláhu však naprosto nenáročný. Roste od písčitých po jílovité půdy do výšky 1600 m n. m. Snáší dobře zakouřené prostředí, mechanické poškozování, požáry, okus i řez, vydrží zvýšenou koncentraci solí v půdě i půdy silně zhutněné; proto bývá často vysazován ve městech. Preferuje vyšší obsah vápníku.

### Začlenění do ekosystému
Akát, jako všichni zástupci čeledi bobovitých (Fabaceae), má na kořenech symbiotické hlízkové nitrogenní bakterie, které poutají vzdušný dusík a přeměňují jej na organické formy, využitelné pro rostliny. Proto dokáže osídlit i na živiny velmi chudé půdy. Lesníci se zprvu domnívali, že toto obohacování chudých půd živinami bude mít pozitivní vliv na produktivitu lesů na mělkých, písčitých a svažitých půdách. Ve skutečnosti byl tento efekt zanedbatelný a pěstování akátu vedlo spíše k ruderalizaci stanovišť a ústupu přirozených druhů bylin a keřů. Akát vytvářející husté, vysušené, tmavé porosty dovoluje růst jen málo druhům rostlin. Původní druhy byly vytlačeny nitrofilními, což působí degradaci celého biotopu.
Na stanovišti se akát chová jako primárně sukcesní druh, který se rychle šíří kořenovými výmladky, alelopaticky omezuje růst ostatních rostlinných druhů a jeho odstraňování je velmi náročné.

### Fytocenologie
Fytocenologické zařazení akátových porostů není ustálené, bývají řazeny buď do ruderálních nitrofilních porostů třídy Galio-Urticetea, do třídy křovinné vegetace Rhamno-Prunetea, nebo do samostatné třídy Robinietea. Vedle toho se dělí do tří svazů, v jejichž rámci vytváří několik asociací:
KBE Chelidonio majoris-Robinion pseudoacaciae – Mezofilní akátiny s nitrofilními druhy
- KBE01 Chelidonio majoris-Robinietum pseudoacaciae – Mezofilní akátiny s dominantními nitrofyty
- KBE02 Poo nemoralis-Robinietum pseudoacaciae – Světlé acidofilní svahové akátiny s lipnicí hajní

KBF Balloto nigrae-Robinion pseudoacaciae – Akátiny suchých písčitých půd
- KBF01 Arrhenathero elatioris-Robinietum pseudoacaciae – Druhově chudé akátiny s travnatým podrostem na písčitých půdách

KBG Euphorbio cyparissiae-Robinion pseudoacaciae – Nízké akátiny suchých a teplých stanovišť s mělkou půdou
- KBG01 Melico transsilvanicae-Robinietum pseudoacaciae – Nízké až keřovité akátiny teplých skalnatých strání.

### Choroby a škůdci
Trnovníky chorobami ve větší míře netrpí. Ze škůdců je významnější bejlomorka akátová.

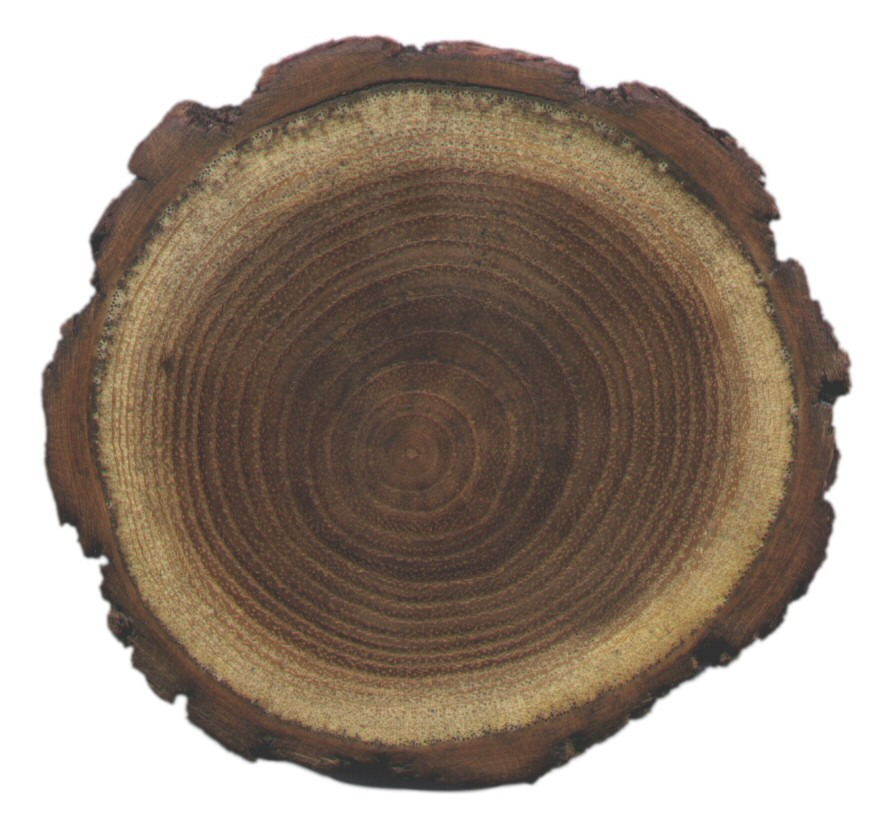
Akáty mají velmi tvrdé dřevo

## Využití
Trnovník akát byl dovezen jako medonosný strom a pro jeho hospodářský význam byla jeho výsadba propagována ještě v šedesátých letech 20. století. Med z akátu má velmi světlou barvu. Akátový med je jeden z nejlepších (ne-li vůbec nejlepší) a nejléčivějších medů.[zdroj?] Sušený květ, čerstvá kůra i větévky jsou léčivé (jako spasmolytikum, emetikum a purgativum; žaludeční překyselení, neuralgie líce).
Některé druhy akátu, mezi nimi i trnovník akát, jsou vysazovány pro dekorativní vzhled olistění a květů. Akáty jsou krásné stinné a v době květu výrazně vonící stromy. Pro pravidelnou nevelkou korunu je nekvetoucí roubovaný kultivar Robinia pseudoacacia "Umbraculifera" oblíbenou dřevinou do alejí.
Květ je jako droga sbírán pro farmaceutické zpracování.
Jeho velmi houževnaté dřevo se používá v nábytkářství, na stavbu plotů nebo malých člunů, ve stavebnictví i jako ceněné topivo, či na uzení. Jeho výhřevnost 11 850 MJ/m³ je nejvyšší z běžně používaných palivových dřev.

## Rozmnožování
Akát se rozmnožuje pomocí semen. Odrůdy, jsou-li pravokořenné, lze množit kořenovými výběžky.

## Rizika

### Toxicita
Trnovník akát má toxické účinky na rostliny ve svém okolí. Jeho kořeny vylučují do půdy v konkurenčním boji proti okolním rostlinám toxické látky (tzv. alelopatie). V jeho sousedství se nedaří žádné jiné přirozeně v České republice rostoucí rostlině ani dřevině s výjimkou bezu černého, s kterým tvoří neproniknutelné porosty, často spolu s vlaštovičníkem větším. Proto akát vytváří monokultury. Rostlina obsahuje toxické látky (tzv. toxalbuminy) robin a fasin; vedle toho například flavonoidy robinetin, myricetin a kvercetin, a neznámý alkaloid.
Kromě květů je celá rostlina jedovatá, hlavně čerstvá semena a kůra. Různé zprávy však tvrdí, že semena a mladé lusky lze po tepelné úpravě jíst, protože se jedovaté látky teplem rozkládají.[zdroj?] Po požití koňmi se u nich projevuje nechutenství, skleslost, průjem, kolika, slabost a srdeční arytmie. Příznaky se obvykle dostaví do hodiny od pozření a pomoc veterináře je nezbytná. Symptomy otravy u člověka jsou popisovány jako neklid, obluzení, křečovité bolesti žaludku, nauzea, zvracení a tachykardie.

### Invazní druh
V evropských podmínkách jde o invazní druh. Do Evropy byl poprvé dovezen přibližně v roce 1601 francouzským botanikem Jeanem Robinem, po němž dostaly akáty své rodové jméno. V Česku je trnovník akát zmiňován poprvé v roce 1710. Koncem devatenáctého století se začal hojně vysazovat v evropských zemích pro zakrytí písčitých a skalnatých ploch, odkud rychle vytlačil původní, mnohdy velmi cennou vegetaci. Pro jeho obrovskou vitalitu a silné zmlazování je současné úsilí o jeho odstranění ze stanovišť velmi obtížné.
Mezi území, kde se potýkají s invazí trnovníku, patří např. Národní park Podyjí. V Česku i na Slovensku je trnovník akát běžně rozšířen v ruderálních oblastech (výsypky, okolí dopravních liniových staveb, atd). Na Slovensku běžně lemuje severní okraj Podunajské nížiny.

## Památné stromy a aleje

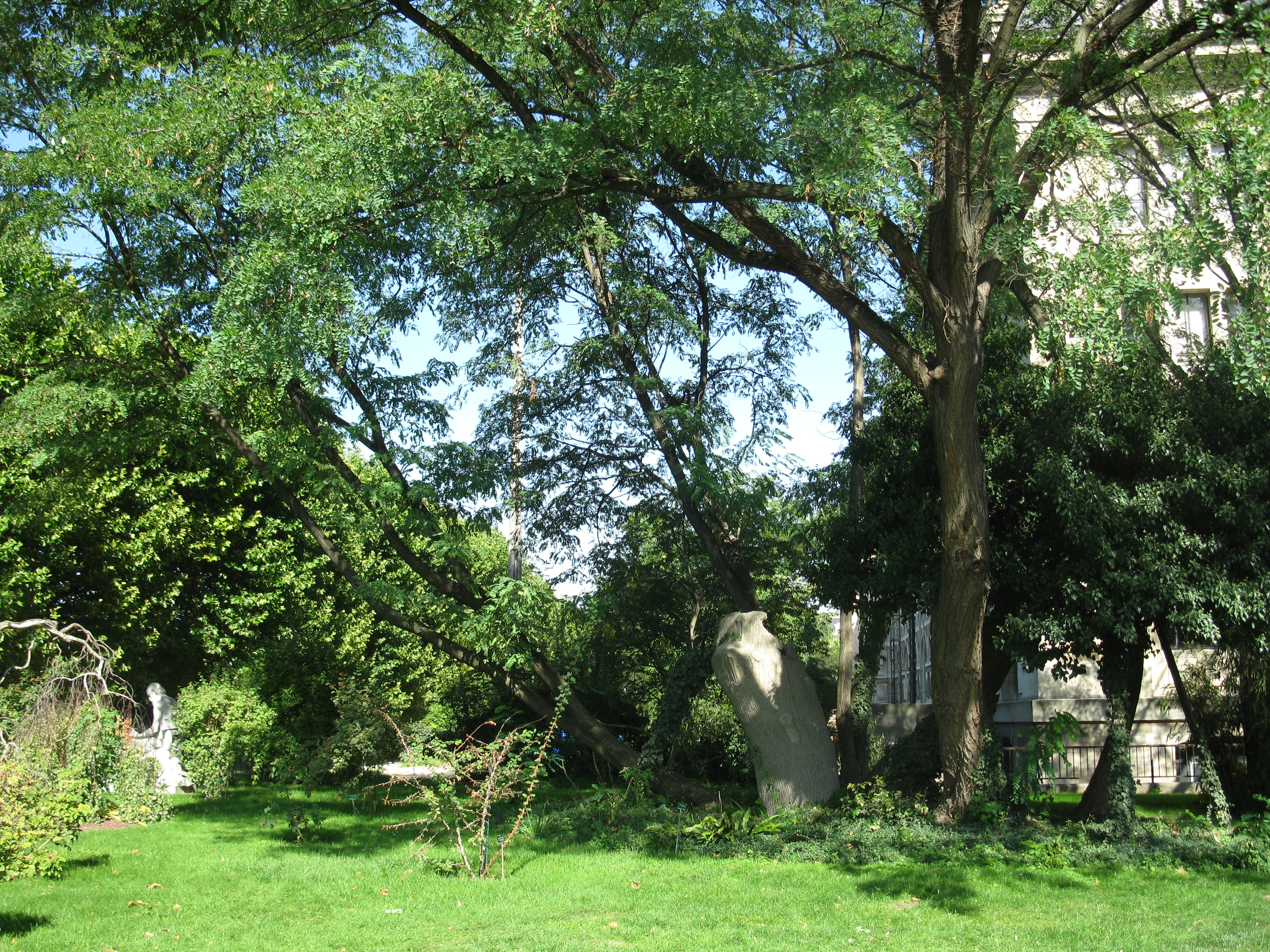
Robinier de Robin

Nejstarší akát v Evropě vypěstoval v Paříži roku 1601 Jean Robin ze semen dovezených ze Severní Ameriky. Jako mladý stromek rostl v zahradě na Place Dauphine, odkud byl jeho synem Vespasianem Robinem roku 1636 přesazen do botanické zahrady Jardin des Plantes. Strom byl po svém pěstiteli pojmenován Robinier de Robin. Strom žije dosud, byť původní kmen odumřel a z kořenů vyrostly nové.
- Akát pod Vačinou
- Kasejovický akát
- Kilometrovka